# 武卫军

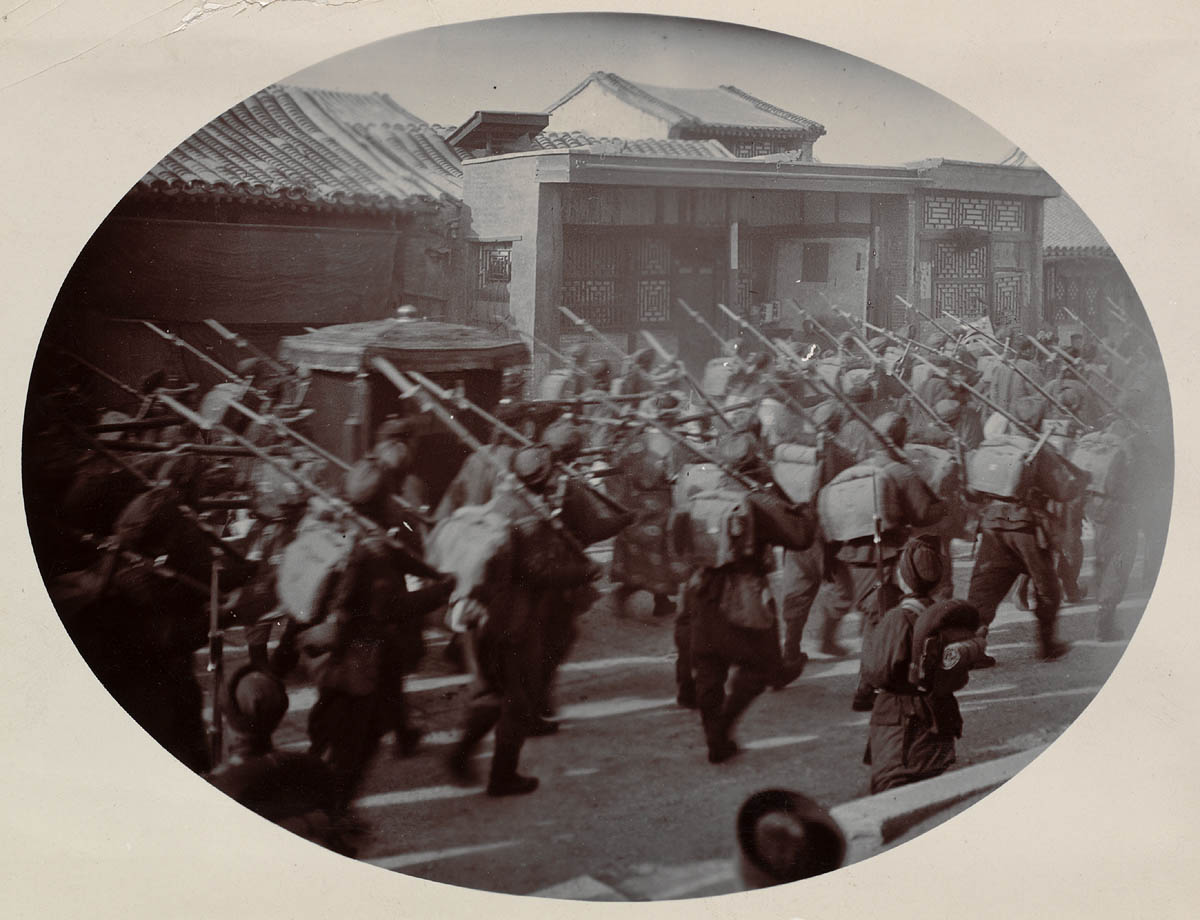
1902年袁世凯率领的武卫右军护卫慈禧太后回紫禁城

武卫军是清朝政府所編制的一支聯合兵種武裝部隊。它于光绪二十四年（1898年）12月由步兵、骑兵和炮兵组成，由西方军事顾问训练。他们负责守卫北京和紫禁城，以兵部尚书协办大学士荣禄为总统。武衛軍是清廷在甲午戰爭戰敗後試圖收整國內現代化軍隊的嘗試，但除了原先導入西式訓練的部隊外，大部分的武衛軍仍未達到西方軍隊的標準。而义和团运动中，部分武衛軍投入對抗八國聯軍或是對義和團的作戰，庚子拳亂後，武衛軍的其中三支部隊遭到解編，僅武衛右軍與武衛後軍續存，其後武衛右軍被擴編為新建陸軍，成為中國軍事現代化的一個重要事件。

## 组建
戊戌變法失敗後，慈禧太后软禁光绪帝，重新掌握清廷國政主導權。总理衙门大臣、兵部尚书荣禄于光緒二十四年（1898年）奏设武卫军，随后奉命从聂士成、宋庆、董福祥和袁世凯各自所部重建一支9万人的军队。武衛軍雖稱奏設，但除了武衛中軍為新設立部隊，其它四軍皆為既有存在之部隊轉隸，雖然並非全部採用西方編制與訓練，但在清末亂局中展現了較佳戰力，在清朝政府中屬於忠誠且具有可戰實力的武裝部隊。

## 武卫五军
武卫军雖然在名字上下轄五個軍，但是從人數與西方編制推算，其下轄的「軍」等同於西方軍制的「師」，因此武衛軍規模西方稱之为五个師：左、右、前、后、中。
| 來源 | 武毅軍 | 甘军   | 毅軍 | 新建陆军 | 滿洲八旗 |
| 軍   | 前     | 后     | 左   | 右       | 中       |
| 總統 | 聂士成 | 董福祥 | 宋庆 | 袁世凯   | 荣禄     |

其中，“当时最强大的”是保温处道袁世凯的右军，該軍是他1895年组建的新建陆军的重组，采用日式训练。聂士成率領的武衛前軍也聘僱德国军事顾问训练，戰力列第二。此两军相對於其他部隊，引進了更多的西方系統化軍事訓練，並配合西方軍制運用。另外三軍仍沿襲著傳統八旗体系，在編入武衛軍後才開始進行西方軍制教育，整體戰力較不完整。在編入武衛軍後，榮祿撥發預算將武衛軍武器換用西式步槍提升部隊戰力，但不同军之间的訓練與紀律表現已显现出戰力落差。
武卫军建立前，聂士成指揮的淮軍部隊称为“武毅军”，規模約三十個營，在改制後稱為武衛前軍。宋慶指揮的部隊也是從淮軍體系移編，在經過一系列剿滅內亂的過程中擴張至十個營，稱為“毅军”。改制後稱為武衛左軍。由於都是從淮軍體系演化的部隊，在裝備選擇上有著類似的偏好，使用毛瑟枪和马克沁机枪。
董福祥率领一支穆斯林军队，当时被西方取绰号为“一万个伊斯兰暴民”。在中国，董军通常被称为“甘军”，以多数士兵的来源地甘肃省的简称命名，英语资料常称之为“甘勇”。
荣禄奉敕获得全部武卫军名义上的统领权。他最初的任务是把四军吸收进武卫军。荣禄后来加入了主要由满洲旗人组成的编制——武衛中军，規模約一万人，以自己为总统。
荣禄以前军驻芦台，后军驻蓟州，左军驻山海关，右军驻小站，中军驻南苑。
孔繁琴曾作为文童投效武卫军。

## 义和团运动
二十六年（1900年），义和团二万人聚集天津，遇到武卫军就辱骂甚至杀害，聂士成约束部下不要妄动。荣禄担心生变，派人骑马带信慰解，称武卫军军服西化，容易被误会。聂士成回信称“拳匪（义和团）害民，必至害国，我身为提督，境内有匪不能剿，如何履职？”乃鬱鬱駐楊村觀變。武卫前军与义和团不合，阻击八国联军时仍互相杀伤，最后聂士成殉国。
七月，李秉衡帮办武卫军事，张春发、陈泽霖、万本华、先锋左翼长夏辛酉诸军并听节制。李秉衡、夏辛酉等未与外军交战即溃败。李秉衡败亡，由刚毅帮办武卫军事。
在與八國聯軍的戰爭中，前、后、中军都遭受惨重伤亡，在辛丑条约签订后都被解散。右军留在山东省镇压义和团，因没有对抗外军，力量保持完整。左军虽然与八国联军作战遭到战斗损失，尚存一万多人。
1899年3月，义和团之乱前，马玉崑和姜桂题成为宋庆左军的协统。

## 后续影响
二十七年（1901年），岑春煊改革山西省兵制，仿北洋武卫军制，建立常备军、续备军。

## 引用
1. 1 2  丁 1986，第47頁.
2. 1 2 3 4 5 6  Powell 1972，第102–103頁.
3. 1 2 3  王 1995，第71頁: “1899年5月，中国最强大的军队的武卫右军（袁世凯的新军的新名字）统领袁世凯[注：武卫军包括左、右、前、后、中军]……”
4. 1 2 3  《清史稿》卷四百三十七
5. ↑  刘 1978.
6. ↑  郭辉.  (学位论文). M.A. Thesis, 河北大学. 2009  [2017-03-28]. （原始内容存档于2014-02-22）.
7. ↑  . 辛亥革命网. 2010-12-06  [2014-02-15]. （原始内容存档于2012-08-12）.
8. 1 2 3  《清史稿》卷一百三十二
9. 1 2  Bodin 1979，第26頁.
10. ↑  Powell 1972，第102–103頁; Bodin 1979，第26頁.
11. ↑  Purcell 2010，第29頁.
12. ↑  《清史稿》卷四百九十六
13. ↑  《清史稿》卷四百六十七
14. ↑  《清史稿》卷四百五十五
15. ↑  《清史稿》卷二十四
16. ↑  《清史稿》卷四百六十五
17. ↑  丁 1986，第47 （“在中国方面，马玉崑率领的左团和何永盛率领的直隶练军在城内建立起顽固的防线”）頁; Rhoads 2011，第82 （看上去，武卫左军总统姜桂题（1843年—1922年）”頁; 刘 1978，第98 (时间：光绪二十五年二月至宣统三年九月（1899年3月至1911年12月）……总统：宋庆 马玉崑 姜桂题 二十一～三十五營 武卫左军頁.